# Francesco Pontone
Francesco Pontone (Napoli, 30 marzo 1927 – Napoli, 2 luglio 2019) è stato un politico e avvocato italiano.

## Biografia
Negli anni sessanta aderisce alle organizzazioni giovanili universitarie della destra, per poi passare al Movimento Sociale Italiano-Destra Nazionale, eletto consigliere comunale nel 1975, guidò l'opposizione della destra all'amministrazione del sindaco comunista Maurizio Valenzi, nel 1980 fu eletto consigliere della Campania e poi segretario regionale.
Nel 2004, ha presentato al Senato della Repubblica, commissione Affari costituzionali, la proposta di istituire quale festività civile nazionale la Festa dei nonni, che diventò ufficiale a tutti gli effetti dall'anno successivo con la Legge n. 159 del 31 luglio 2005.
Pontone è stato Tesoriere di Alleanza Nazionale per anni e amico di Gianfranco Fini. Il 2 agosto 2010 abbandona il PdL per fondare Futuro e Libertà per l'Italia. Dopo alcuni mesi ritorna nel PdL.